# Сан Ђорђо ал Таљијаменто-Поци (Венеција)
Сан Ђорђо ал Таљијаменто-Поци је насеље у Италији у округу Венеција, региону Венето.
Према процени из 2011. у насељу је живело 1782 становника. Насеље се налази на надморској висини од 6 м.